# بورسالينو (فلم)
بورسالينو (بالفرنسية: Borsalino) فيلم عصابات فرنسي عام 1970 للمخرج الفرنسي «جاك ديري» وبطولة «آلان ديلون» و«جان بول بلموندو»، دخل الفيلم في مهرجان برلين السينمائي الدولي العشرين، وفي عام 2009 صنفته المجلة الفنية البريطانية الشهرية «امباير» في المركز التاسع عشر في استطلاع للرأي تحت عنوان «أفضل 20 فيلمًا من أفلام العصابات التي لم تراها من قبل... ربما». يحكي الفيلم عن أفراد عصابة واقعيين وهما بول كاربون وفرانسوا سبيريتو، اللذان تعاونا مع ألمانيا النازية أثناء احتلال فرنسا في الحرب العالمية الثانية (على الرغم من عدم ذكر ذلك في الفيلم)، ظهر الجزء الثاني من هذا الفيلم (بورسالينو وشركاه.Borsalino & Co) عام 1974 من بطولة آلان ديلون فقط.

## طاقم التمثيل
- جان بول بلموندو: في دور فرانسوا كابيللا
- آلان ديلون: في دور روش سفريدى
- أرنولدو فوا: في دور ماريللو
- كاترين روفيل[الإنجليزية]: في دور لولا
- فرانسواز كريستوف: في دور سيمون اسكارجيل
- كورين مارشان: في دور مدام رينالدي
- لورا أداني: في دور مدام سفريدي
- نيكول كالفان: جينت
- هيلين ريمي: في دور لديا
- أوديت بيكت: في دور المغنية
- ماريو دافيد: في دور ماريو
- ليونيل فيترانت: في دور فيرناند
- دينيس بيري: في دور نونو
- جان آرون: في دور الضابط روجر
- أندريه بولات: في دور بولي
- بيير كولاك: في دور سبادا[9]

## أحداث الفيلم
يخرج رجل العصابات روش سفريدي (آلان ديلون) من إحدى سجون مارسيليا عام 1930، ويتأنق ويذهب بصحبة رجال عصابته إلى كباريه حيث كانت تعمل عشيقته لولا، يقابل مدرب الرقص الذي يبدو عليه الخوف والدهشة من رؤية روش، الذي يعتقد أن مدرب الرقص هو من وشى به للبوليس وتسبب بسجنه، ويعرف منه أن لولا تركت المكان مع رجل آخر وهما يقضيان أغلب الأوقات في حانة أدريان، يغادر روش ورجاله بعد إضرام النار في الكباريه.  يواجه روش غريمه فرانسوا كابيللا (جان بول بيلموندو) مواجهة عاصفة، وتتحطم الحانة ويتجمع رواد الحانة وكل المارة بالشارع لتنتهي المعركة بلا منتصر، ويصبح الرجلان عصابة واحدة تسعى للسيطرة على العالم السفلي في مارسيليا. تهاجم عصابة (سفريدي-كابيللا) أحد عرابين مرسيليا يدعى بولي، وهو صاحب مطعم ومورد لحوم مرسيليا، ولكن تفشل عمليتهم وتضطر العصابة للانسحاب. يذهبون إلى الريف للراحة والنسيان، وأيضا تجنيد أعضاء جدد في عصابتهم، وشراء أسلحة جديدة والإعداد للانتقام. يقوموا بقتل بولي أمام مطعمه وهي الطريقة التي كان لابد منها ليكسبون مكانهم بين وجهاء مرسيليا.
يعلن السيد رينالدي ترشيحه لعضوية البرلمان، ويريد روش التدخل لصالح ماريلو، صاحب كازينو سري يشارك عصابة روش في السيطرة على المدينة، وينصحه كابيلا بعدم القيام بأي شيء الآن لأنهم سيكونون المشتبه بهم الأوائل، ومع ذلك، يصاب رينالدي بعيارين أثناء لعب التنس ويرقد في المستشفى، يعتقد كابيلا أن روش هو مرتكب هذا الهجوم ويطلب منه التوضيح، وبعد فترة وجيزة، يتم اغتيال رينالدي في المستشفى، والقاتل ليس سوى مدرب الرقص، الذي ينتقم لحريق الكباريه وهو أيضا السبب في سجن روش، وهو أيضا رجل عصابات معروف باسم «الراقص»، ويهدف بهذا الاغتيال إلى إثارة حسابات بين أكبر إمبراطوريتين إجراميتين على أمل أن يأخذ مكانه في عالم العصابات، لكن لسوء حظه، تتعرف عليه أرملة رينالدي ويغتاله أحد أفراد عصابة كابيلا.
تنجح خطط عصابة روش وكابيللا بشكل رائع وتسمح لهم بالسيطرة الكاملة على مرسيليا، في مواجهة شرطة عاجزة تعرف جيدًا أنهم ليسوا أبرياء ولكن ليس لديهم الدليل.
ينظم روش حفل استقبال للاحتفال بالنجاح، لكن كابيلا يقرر مغادرة مرسيليا لاعتقاده أن الطريق سينتهي حتمًا بقتل بعضهم البعض، ويظهر المشهد الأخير للفيلم وكابيلا مقتول برصاص مدافع رشاشة أثناء مغادرة الاستقبال، لينتهي وهو في أحضان روتش سيفريدي.

## الاستعدادات الأولية
أراد آلان ديلون إنتاج فيلم يجمعه مع زميله النجم جان بول بيلموندو، وأثناء قراءته كتاب الجريمة (العصابات الفرنسية من 1900 إلى 1970) لفت نظره قصة (سبريتو وكاربوني)، وبدأ مشروع الفيلم وكانت هناك اعتراضات حول استخدام أسماء رجال العصابات الحقيقيين، أراد آلان ديلون أن يكون عنوان الفيلم مثل عنوان «فيرا كروز» الفيلم الأمريكي عام 1954 بطولة جارى كوبر وبرت لانكستر، ذلك ليسهل العنوان على الجماهير حول العالم، وجاءت الفكرة من شركة بورسالينو والتي اشتهرت بصناعة قبعات بورسالينو فيدورا وكان عصرها الذهبي بين عشرينيات وأربعينيات القرن العشرين، وتوافق ذلك مع الإطار الزمني للفيلم، أيضا مع كثافة استخدام القبعات في هذا الفيلم.

## مابعد الإنتاج
قال مخرج الفيلم «جاك ديراي» أن العلاقة بين النجمين أثناء التصوير سارت على مايرام، وحالما إنتهى الفيلم تولى ديلون إدارة الأمور كمنتجاً للفيلم، وأثناء تسويق الفيلم في الولايات المتحدة قال ديلون: «أنا وبلموندو زملاء ولسنا أصدقاء، كان ضيفي في الفيلم، لكنه يشكو من بعض أشياء، أنا أحبه كممثل لكنه كشخص هو مختلف قليلاً. أعتقد أن رد فعله كان رد فعل غبي... كرد فعل أنثوي تقريبًا. لكني لا أريد التحدث عنه بعد الآن. قال المنتج المساعد لشركة ديلون، بيير كارو:» إذا سألتني، أعتقد أن بيلموندو كان خائفاً منذ البداية عمل فيلما مع آلان، لقد طالب بنفس العدد من اللقطات المقربة، كما اضطر آلان إلى إلغاء الكثير من أفضل مشاهده لأنه كان يظهر أفضل من بلموندو، شعوري هو أنهم لن يعملوا معا مرة أخرى. يقول آلان أنهم سيفعلون لكنه يكذب.
كان هناك عقد ينص على ظهور ديلون وبلموندو في لقطات قريبة متساوية، وإضطر ديلون لصبغ شعره باللون الأسود ليلائم الدور.
قام بيلموندو لاحقًا بمقاضاة ديلون في المحكمة بسبب الطريقة التي تم بها ظهور أسمائهم، فقد إنزعج بيلموندو من ظهور عنوان (إنتاج آلان ديلون) قبل ظهور إسمه.
تم تصوير الفيلم في مواقع داخل وحول مرسيليا، فرنسا، وتم تصوير المشاهد الداخلية في باريس. يبقى الفيلم واحداً من أغلى الأفلام الفرنسية تكلفة على الإطلاق، وجاء التمويل في الغالب من شركة برامونت.

## مصادفة أثناء عرض الفيلم
كان الفيلم يعرض في محطة بي بي سي1، في 31 أغسطس 1997، وفي الساعة 1.45 صباحًا قاطع الفيلم مراسل الأخبار في بي بي سي «مارتين لويس» لتقديم أول تقرير إخباري عن الأميرة ديانا، أميرة ويلز التي قتلت في حادث سيارة في باريس (كانت المفارقة القاسية، أن الفيلم كان في منتصف مشهد يصور جنازة)، وتم مقاطعة الفيلم مرة أخرى في الساعة التالية لتحديث آخر حول الحادث.

## الاستقبال والنقد
حقق الفيلم نجاحًا كبيرًا في شباك التذاكر الفرنسي، حيث حطم الأرقام القياسية في جميع أنحاء البلاد، وبلغ عدد مشاهدي العروض 4710381 مشاهد. انتشر الفيلم أيضا في دور العرض الأوروبية، ولكنه لم يصل إلى الجمهور الأمريكي كما تعشم صانعي الفيلم بالرغم من أن «قضية ماركوفيتش» أضافت شهرة لأعمال ديلون في هذه الفترة (كانت قضية ماركوفيتش فضيحة سياسية فرنسية في أواخر الستينيات، شملت الرئيس الفرنسي جورج بومبيدو والنجم السينمائي آلان ديلون، بدأت القضية عندما عُثر على أحد حراس ديلون الشخصيين «ستيفان ماركوفيتش»، مقتولًا. تسبب هذا في أن يبدأ شقيق ماركوفيتش في عداء مع ديلون وأصدقائه، وكان أحدهم جورج بومبيدو. مقتل ماركوفيتش لا يزال دون حل).
كتبت مجلة «فارايتي» أن الفيلم وسيلة أكثر وصولا للناس لتوضيح قصة العصابات المنظمة الفرنسية قبل الحرب، وكتبت مجلة «تايم آوت» تشيد بالفيلم وموسيقى «كلود بولينج» المرحة للبيانو الميكانيكي.

## وصلات الخارجية
https://www.imdb.com/title/tt0065486/ بورسالينو (فيلم)
https://www.tcm.com/tcmdb/title/69444/borsalino#overview بورسالينو (فيلم)
https://www.youtube.com/watch?v=iPp8jAm8mQ0 بورسالينو (فيلم)